# Mimic – A júdás faj
A Mimic – A júdás faj (eredeti cím: Mimic) 1997-ben bemutatott amerikai sci-fi horrorfilm, amelyet Guillermo del Toro rendezett. A forgatókönyvet del Toro és Matthew Robbins írta, Donald A. Wollheim Mimic című novellája alapján. A főbb szerepekben Mira Sorvino, Jeremy Northam, Josh Brolin, Charles S. Dutton, Giancarlo Giannini és F. Murray Abraham látható.
Az Amerikai Egyesült Államokban 1997. augusztus 22-én bemutatott film anyagi szempontból bukásnak bizonyult és megosztott kritikákat kapott.

## Rövid történet
Három évvel ezelőtt Dr. Susan Tyler entomológus genetikailag létrehozott egy rovart, amely képes elpusztítani a vírusos betegséget hordozó csótányokat. Ezúttal a rovarok egyetlen ragadozójukat, az emberiséget akarják elpusztítani.

## Szereplők
| Színész            | Szerep               | Magyar hang         |
| ------------------ | -------------------- | ------------------- |
| Mira Sorvino       | Dr. Susan Tyler      | Majsai-Nyilas Tünde |
| Jeremy Northam     | Dr. Peter Mann       | Kassai Károly       |
| Josh Brolin        | Josh Maslow          | Papp Dániel         |
| Charles S. Dutton  | Leonard Norton tiszt | Jászai László       |
| Giancarlo Giannini | Manny Gavoila        | Horányi László      |
| F. Murray Abraham  | Dr. Gates            | Uri István          |
| Norman Reedus      | Jeremy               |                     |
| Julian Richings    | Munkás               |                     |
| Doug Jones         | Long John #2         |                     |
| Alexander Goodwin  | Chuy Gavoila         |                     |
| Alix Koromzay      | Remy Panos           |                     |
| James Costa        | Ricky                |                     |
| Javon Barnwell     | Davis                |                     |

## Folytatások
Két folytatás is készült, Mimic 2. – A második Júdás-faj (2001) és Mimic 3. – Az őrszem (2003) címmel. Del Toro egyik filmben sem vett rész. 